# Quiapo (Manila)
Quiapo  es uno de los dieciséis distritos de la ciudad de Manila en la República de Filipinas.

## Geografía
Quiapo está geográficamente ubicado en el centro de la ciudad de Manila. 
Ubicado en la margen derecha del río Pasig, linda al norte con Sampaloc (Avenida Recto); al sur con el Estero de San Miguel; al este con San Miguel; y al oeste con Santa Cruz y Ermita (Bulevar Quezón).
En el distrito de Quiapo habita  la comunidad musulmana en Manila, albergando tanto la Mezquita del Globo de Oro como la Mezquita Verde.

## Historia
A principios del siglo XIX formaba parte del Corregimiento de Tondo  en cuyo territorio se hallaba la plaza y ciudad de Manila.

## Basílica Menor del Nazareno Negro

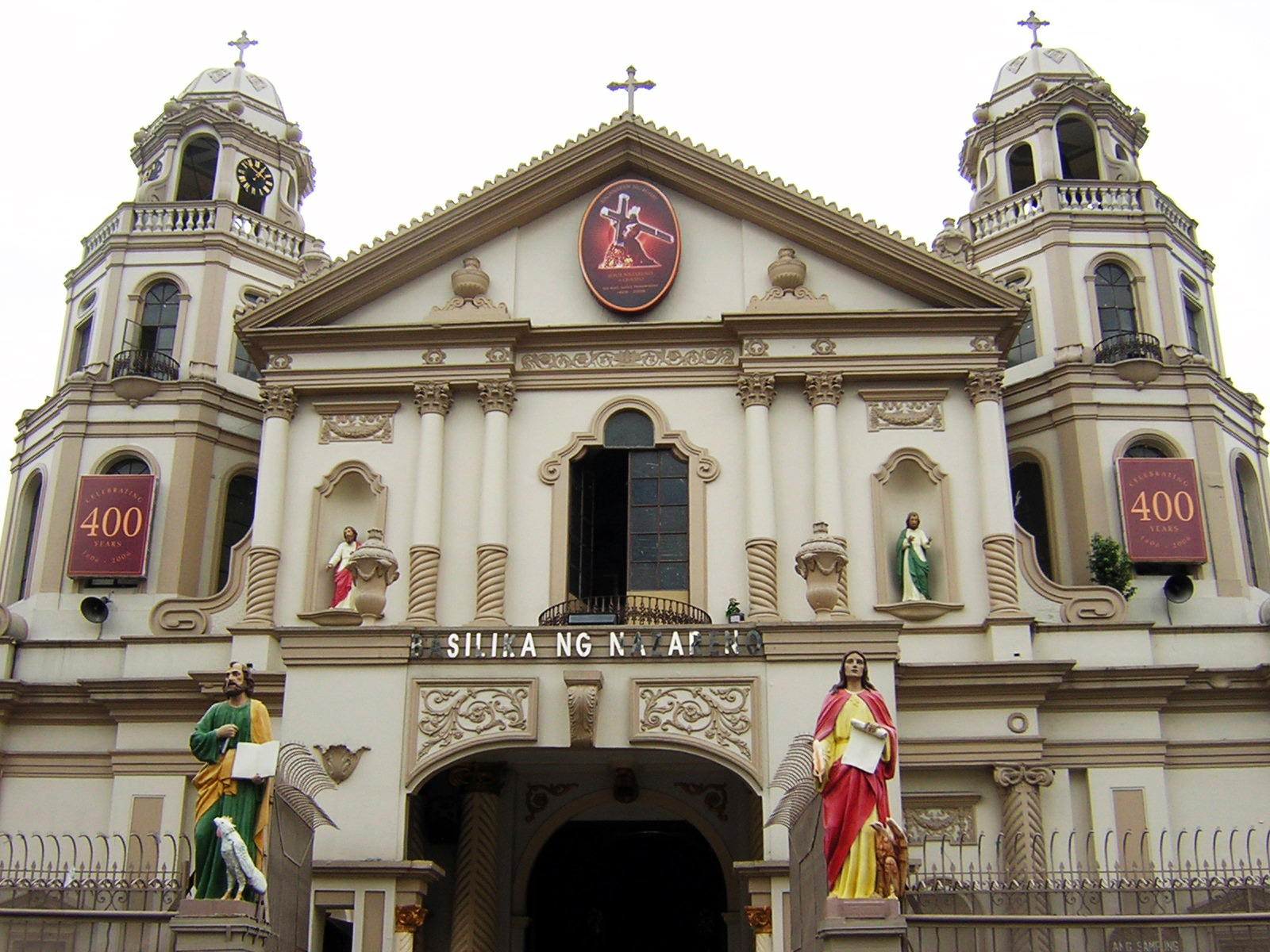
Iglesia de Quiapo.

La Basílica Menor del Nazareno Negro, (también llamada "Parroquia de San Juan Bautista" o "Iglesia de Quiapo") es una basílica menor católica de rito latino que se encuentra en el distrito de Quiapo en pleno centro de la ciudad de Manila.
La iglesia es famosa porque en su interior se venera la célebre imagen del Cristo Negro de Manila, escultura de factura mexicana.

## Calle Hidalgo

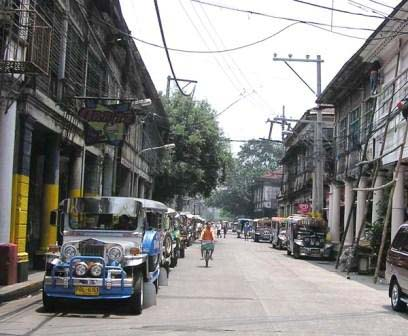
Calle Hidalgo.

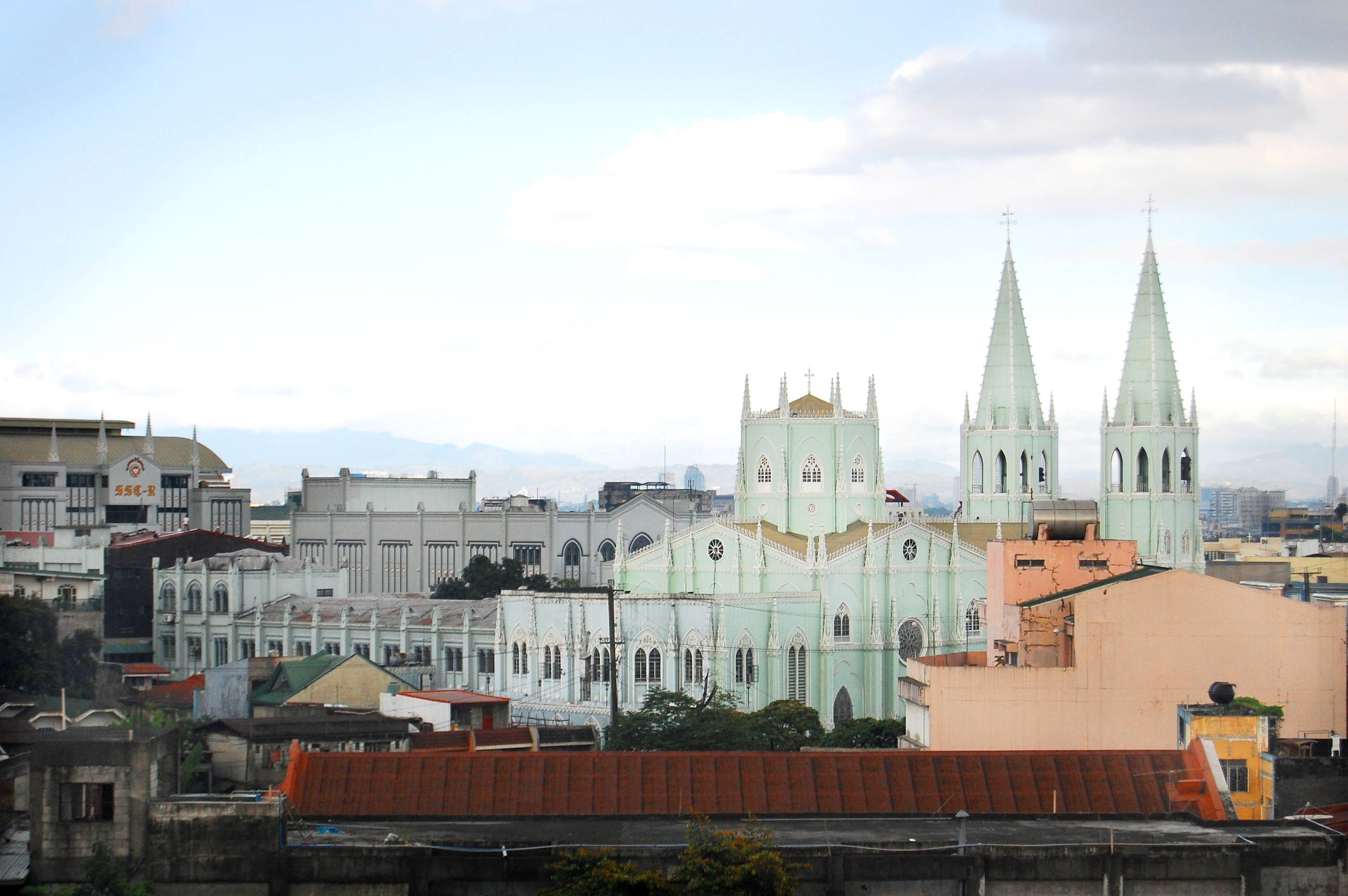
Iglesia de San Sebastián.

En recuerdo de Félix Resurrección Hidalgo, pintor nativo que en 1884 ganó la medalla de plata de la Exposición de Bellas Artes de Madrid.
Considerado en el siglo XIX como la calle más bonita de Manila. Hoy en día, hay propuestas para restablecer preservar sus edificios  históricos, entre los cuales destacan:
- Basílica Menor de San Sebastián, más conocida como Iglesia de San Sebastián, sede de la parroquia de San Sebastián y el Santuario Nacional de Nuestra Señora del Monte Carmelo.
- Casa Nakpil-Bautista, obra maestra de Arcadio Arellano, con  motivos de la Secesión vienesa, el hogar de Julio Nakpil, compositor musical del Katipunan, y de Gregoria de Jesús, organizadora de los cuerpos femeninos del Katipunan.
- Pagoda Ocampo.
- Casa Boix, de 1890 con ornamentación neo-renacentista.
- Casa Paterno, gran mansión con detalles neoclásicos.
- Casa de los Enríquez, de 1890 con columnas jónicas. Elogiado por María Morilla Norton en la década de 1910 como la más bella casa en las islas,  sede de la Escuela de Bellas Artes de la Universidad de Filipinas.
- Casa de Ocampo, hogar de Francisco Santiago, compositor del Ave María, sede del Conservatorio de Música de la Universidad de Filipinas.
- Casa Zamora, residencia de Manuel Zamora, inventor del 'tiki-tiki' para luchar contra el beriberi, secuencia de patios interiores.
- Casa Padilla,
- Casa de Jose Sulpicios Orpilla,